# Duberria lutrix
Duberria lutrix (Linnaeus, 1758) è un piccolo serpente appartenente alla famiglia Lamprophiidae, diffuso in Africa.

## Descrizione
La lunghezza totale degli adulti è di circa 30–40 cm.

## Biologia

### Alimentazione
Si nutrono di lumache e di prede affini; riconoscono la loro preda dall'odore che percepiscono attraverso la lingua; di giorno, naturalmente, individuano la loro vittima anche per mezzo della vista. Quando attaccano, spalancano le fauci ed afferrano la lumaca nel mezzo del corpo, poi muovono rapidamente le mascelle addentandola, per impedirne la secrezione viscosa.

### Riproduzione
La femmina solitamente partorisce 3-12 giovani. Ci sono casi di covate costituite da ben 22 neonati, ciascuno dei quali misura 8–11 cm. Il peso complessivo dei giovani può superare il peso della femmina subito dopo il parto. Il parto avviene tra gennaio e febbraio (a fine estate nel sud dell'Africa).

### Cattività
Il serpente è un animale domestico popolare, che si alleva facilmente, data la specifica dieta.

## Distribuzione
Questa specie è presente in Burundi, Repubblica Democratica del Congo, Etiopia, Kenya, Mozambico, Ruanda, Swaziland, Tanzania, Uganda e Zimbabwe

## Tassonomia

### Sottospecie
Sono state riconosciute sei sottospecie:
- Duberria lutrix abyssinica (Boulenger, 1894)
- Duberria lutrix atriventris Sternfeld, 1912
- Duberria lutrix basilewskyi Skelton-Bourgeois, 1961
- Duberria lutrix currylindahli Laurent, 1956
- Duberria lutrix lutrix (Linnaeus, 1758)
- Duberria lutrix Rhodesiana Broadley, 1958

### Sinonimi
Sono stati riportati i seguenti sinonimi:
- Calamaria arctiventris Schlegel, 1837
- Coluber lutrix Linnaeus, 1758
- Cyclophis catenatus Theobald, 1868
- Duberria lutrix Broadley, 1998
- Duberria lutrix Mattison, 2007
- Duberria lutrix atriventris Broadley & Howell, 1991
- Duberria lutrix atriventris (Sternfeld, 1912)
- Duberria lutrix basilewskyi Broadley & Howell, 1991
- Duberria lutrix basilewskyi Skelton-Bourgeois, 1961
- Duberria lutrix basilewskyi Skelton-Bourgeois, 1961
- Duberria lutrix lutrix Boycott, 1992
- Duberria lutrix rhodesiana Broadley, 1958
- Duberria lutrix rhodesiana Broadley, 1959
- Duberria lutrix rhodesiana Broadley, 1962
- Homalosoma abyssinicum Boulenger, 1894
- Homalosoma lutrix Angel, 1925
- Homalosoma lutrix Duméril & Bibron, 1854
- Homalosoma lutrix var. atriventris Sternfeld, 1912